# Villa Ignacio Zaragoza (Baja California Sur)
Villa Ignacio Zaragoza  es una localidad del estado mexicano de Baja California Sur. Es parte del municipio de Comondú.

## Toponimia
El nombre de la localidad rinde homenaje a Ignacio Zaragoza, general del ejército mexicano en la Batalla de Puebla..

## Demografía
| Gráfica de evolución demográfica |
|                                  |

| Censo | Población |
| ----- | --------- |
| 1970  | 207       |
| 1980  | 597       |
| 1990  | 1 008     |
| 2000  | 1 171     |
| 2010  | 1 266     |
| 2020  | 1 304     |